# Josef Doksanský
Josef Doksanský (9. ledna 1942 – 12. května 1995) byl ředitel Slepecké knihovny a tiskárny v Praze, český a československý politik, po sametové revoluci poslanec Sněmovny lidu za Občanské fórum, později za Občanské hnutí.

## Biografie
Ve volbách roku 1990 zasedl do Sněmovny lidu (volební obvod Praha) za OF. Po rozkladu Občanského fóra v roce 1991 přešel do poslaneckého klubu Občanského hnutí. Ve Federálním shromáždění setrval do voleb roku 1992.
Byl nevidomý a v parlamentu reprezentoval zdravotně postižené. Od roku 1994 působil jako ředitel slepecké knihovny a tiskárny K. E. Macana v Praze. Byl aktivní v České unii nevidomých a slabozrakých.
V komunálních volbách roku 1994 se uvádí mezi neúspěšnými kandidáty do zastupitelstva městské části Praha 7 i jistý PhDr. Josef Doksanský, kandidující za ODS.